# 栗原遺跡
栗原遺跡（くりはらいせき）は、東京都練馬区氷川台一丁目の城北中央公園内にある遺跡。旧石器時代から平安時代までの遺物や遺構が検出された複合遺跡である。1956年（昭和31年）に竪穴建物が復元されている。

## 歴史
栗原遺跡は、1955年（昭和30年）に立教学院総合運動場（現・城北中央公園）を造成する際に発掘された。遺跡名は、同地帯の旧小字である「栗原」にちなむ。1955年から1956年にかけて行われた調査では、黒曜石製の石器が関東ローム層から発掘され、旧石器時代のものであることが判明した。また、縄文土器も発掘された他、弥生時代から平安時代までに及ぶ竪穴建物の跡が発見された。発掘後の1956年には、当時東京大学教授であった藤島亥治郎の設計に基づき、8世紀初頭（奈良時代初期）の竪穴建物が復元された。
遺跡は石神井川と田柄川の間にある台地に位置し、水を得やすく日当たりも良好であることから、長期にわたり人々が生活を営んでいたと推測される。

## 構造
復元された竪穴建物の跡は50センチメートルの深さまで掘り下げられており、4か所の柱穴と北側に粘土製の竈が確認された。建物の復元に際しては主柱に欅が、梁と桁に杉が用いられ、茅葺での仕上げとされた。同建物跡は1988年（昭和63年）度に練馬区登録史跡に登録されている。また、竪穴建物は金属フェンスで囲まれており、通常は中に入ることができない。

## ギャラリー

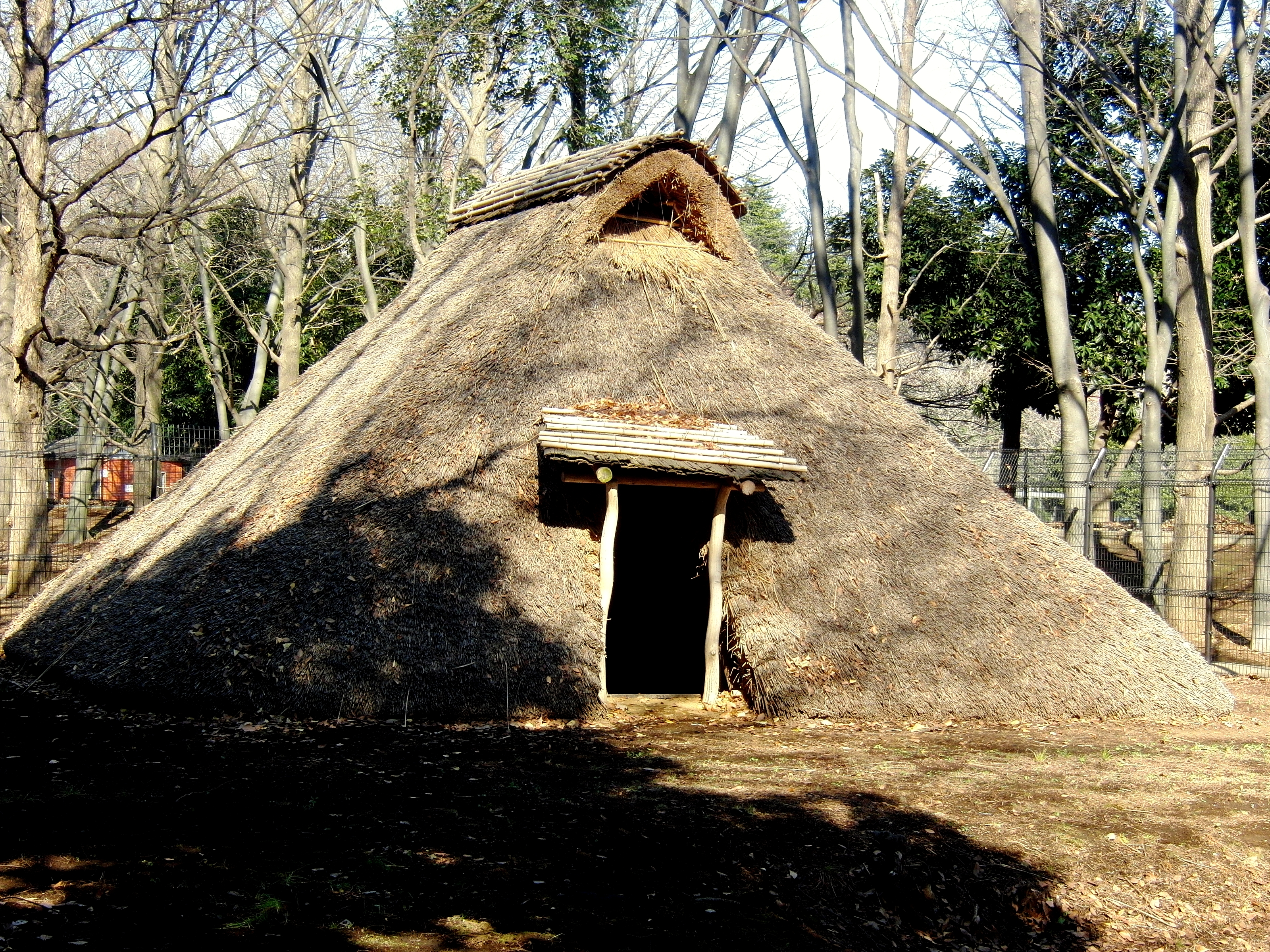
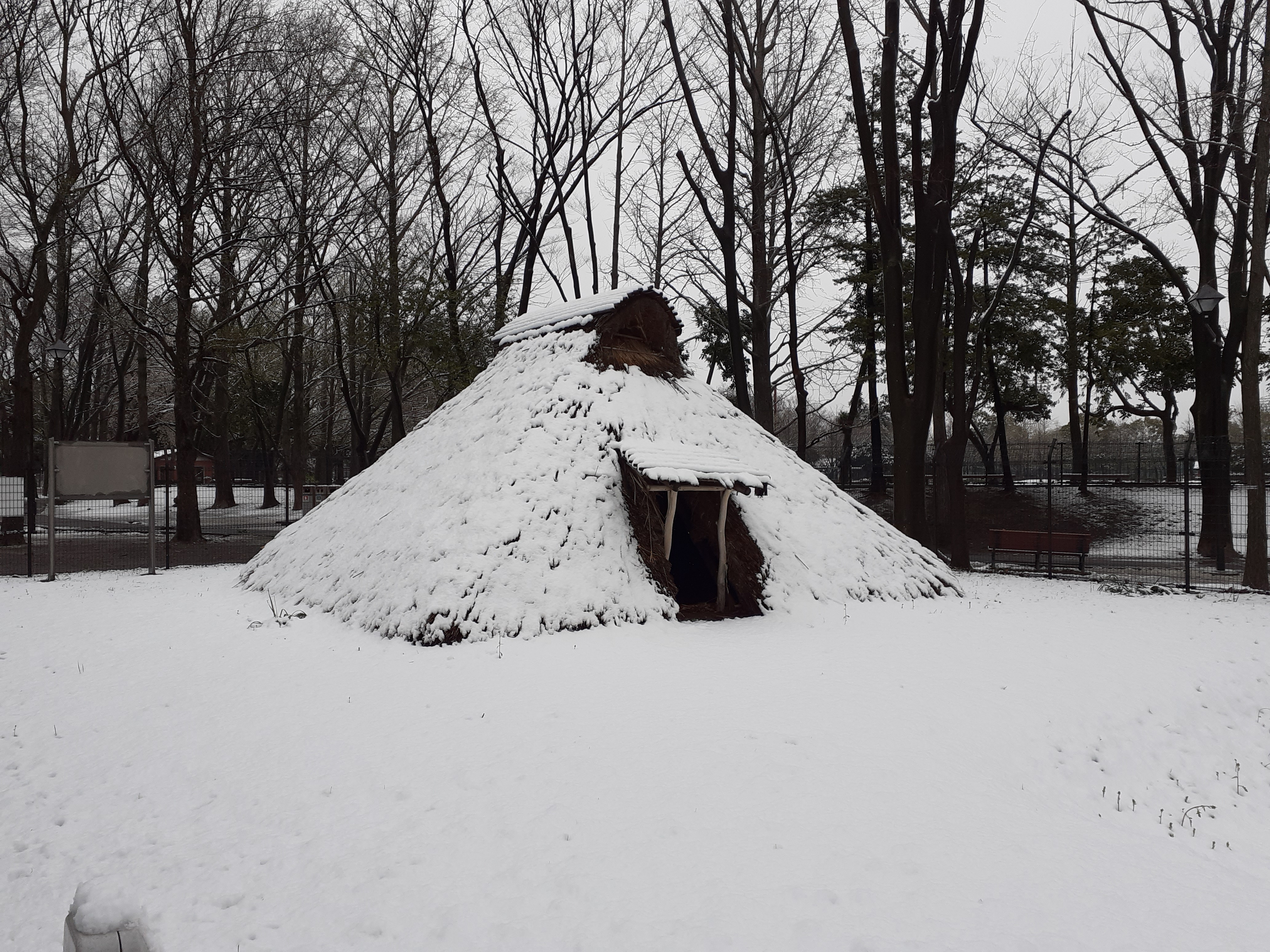
雪に覆われた状態（2020年3月）
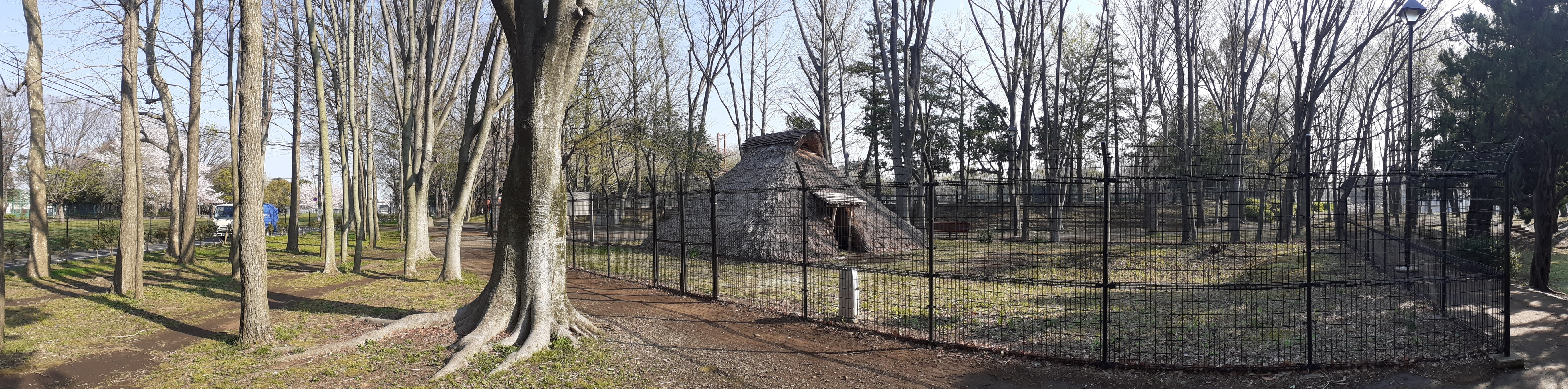
パノラマ
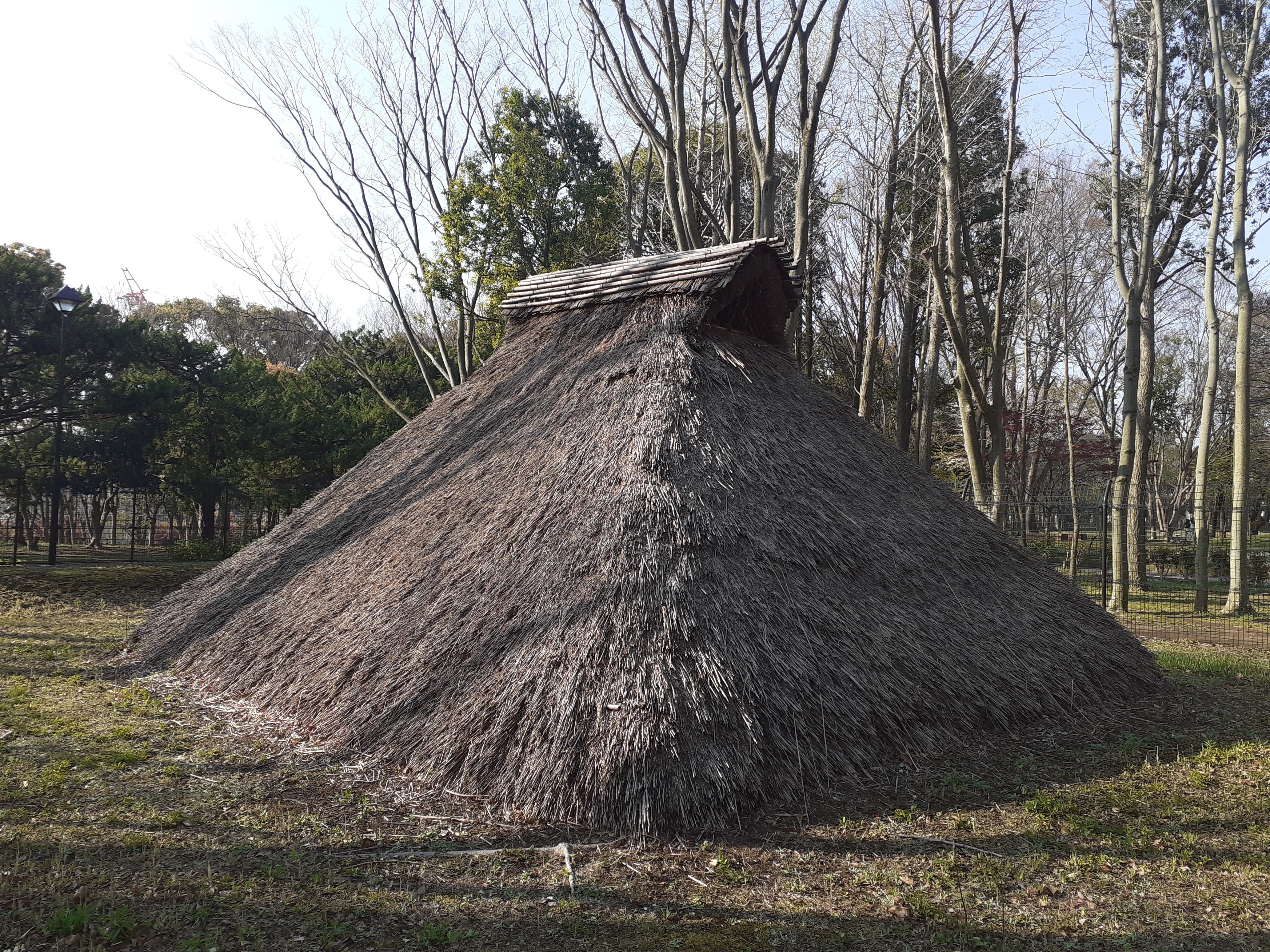
後ろ側（北側）
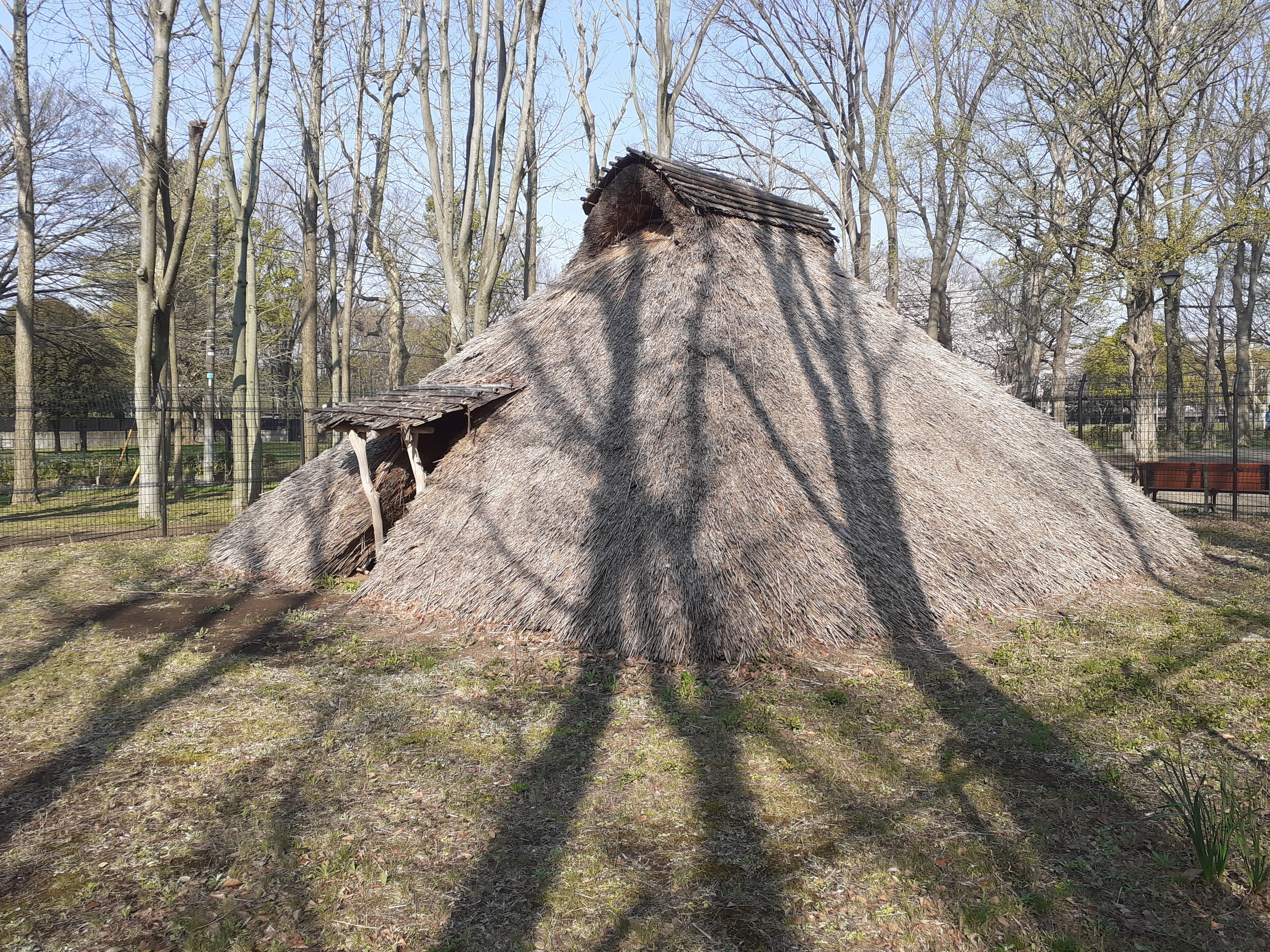
東側